# Bandiera del Perù
La bandiera del Perù venne creata da José de San Martín e adottata nel 1825.
Nel corso della guerra contro la Spagna, vedendo levarsi uno stormo di fenicotteri dal petto bianco e dalle ali rosse, egli avrebbe esclamato: "Ecco la bandiera della libertà".
Dapprima comparsa in varie versioni, la bandiera peruviana è composta da tre bande verticali di uguali dimensioni; bianca quella centrale e rosse le due laterali. La versione qui mostrata è la bandiera civile. La bandiera di stato ha lo stemma al centro. Il 7 giugno, anniversario della Battaglia di Arica, è il giorno della bandiera.

## Bandiere storiche

Seconda Bandiera della Confederazione Perù-Bolivia (1836-1839)
Bandiera del Perù dal 1884 e ancora attuale